# Pallacanestro Cantù 2016-2017
Questa voce raccoglie le informazioni riguardanti la Pallacanestro Cantù nelle competizioni ufficiali della stagione 2016-17.

## Stagione
La stagione 2016-17 della Pallacanestro Cantù sponsorizzata Red October e dal 27 febbraio Mia, è la 60ª nel massimo campionato italiano di pallacanestro, la Serie A.
Il 27 giugno la Pallacanestro Cantù riceve una wild card per la partecipazione all'Eurocup 2016-2017, dove viene inserita nel girone B insieme a Chimki, Alba Berlino, Bilbao Berri, Lietuvos Rytas e Partizan Belgrado. Tuttavia l'11 luglio, dato lo scontro FIBA-Euroleague e la minaccia da parte della FIP dell'esclusione al campionato di Serie A 2016-2017, la società brianzola comunica il proprio ritiro dalla competizione. Il suo posto viene preso dal Krasnyj Oktjabr' Volgograd, squadra di proprietà del presidente canturino Dmitrij Gerasimenko.
Per la composizione del roster si decise di confermare la scelta della formula del 5+4+3, con 7 giocatori stranieri (3 non comunitari FIBA e 4 comunitari) e 5 giocatori di formazione italiana.
La nuova stagione si apre con una notevole rivoluzione; infatti come allenatore la società decide di puntare su Rimas Kurtinaitis, mentre per quanto riguarda i giocatori vengonon riconfermati solo Marco Laganà e JaJuan Johnson. Awudu Abass decide di accettare l'offerta dell'Olimpia Milano e il nuovo capitano diventa Craig Callahan. Inoltre il 13 settembre cambia anche l'assetto societario, poiché Irina Gerasimenko diventa la nuova presidentessa del club biancoblù.
L'inizio in campionato non è dei migliori, complice anche l'infortunio al playmaker titolare Zabian Dowdell che viene costretto a stare fermo fino alla fine di dicembre e sostituito in corsa con l'ingaggio di Dominic Waters. All'inizio del campionato la squadra subisce ben sette sconfitte a fronte di sole due vittorie: questo porta la società a decidere per l'esonero di Rimas Kurtinaitis, sostituito con l'assistente Kyryll Bol'šakov. Inoltre anche i giocatori Romeo Travis e Gani Lawal lasciano la squadra per divergenze tattiche. All'esordio il nuovo coach riesce a vincere il derby, in trasferta, contro la Pallacanestro Varese per 82-92 e a risollevare le posizioni in classifica della squadra biancoblù. Tuttavia dopo tre sconfitte di fila Kyryll Bol'šakov, il 2 marzo decide di dimettersi dal ruolo di capo allenatore e così viene ingaggiato Carlo Recalcati. Con il nuovo coach arrivano ben tre vittorie di fila che permettono alla squadra biancoblù di essere più vicina all'obbiettivo salvezza, che viene raggiunta nella vittoria casalinga contro Pistoia. Dopo aver raggiunto questo traguardo, Cantù finisce la stagione con tre sconfitte di fila e al quattordicesimo posto in campionato.

## Organigramma societario
Aggiornato al 30 novembre 2016.
- Presidente: Irina Gerasimenko
- Dirigente Responsabile: Cinzia Lauro
- Direttore Sportivo: Gianluca Berti
- Amministrazione: Virginia Bertani
- Ufficio Stampa: Luca Rossini
- Addetto agli arbitri: Carlino Cattaneo

- Allenatore: Carlo Recalcati
- Assistente: Marco Sodini
- Addetto statistiche: Guido Corti
- Preparatore atletico: Oscar Pedretti
- Medico sociale: Stefano Rossi
- Fisioterapisti: Christian Bianchi, Marco Mascheroni
- Responsabile settore giovanile: Antonio Visciglia

## Roster
Aggiornato al 19 gennaio 2017.
| Red October - Mia Cantù 2016-17 | Red October - Mia Cantù 2016-17 |
| Giocatori                       | Staff tecnico                   |
| ------------------------------- | ------------------------------- |

| N. | Naz.                                                   | Ruolo | Nome                | Anno | Alt.   | Peso   |  |
| -- | ------------------------------------------------------ | ----- | ------------------- | ---- | ------ | ------ |  |
| 3  | Stati Uniti (bandiera) · Italia (bandiera)             | G     | Alex Acker          | 1983 | 196 cm | 84 kg  |  |
| 5  | Italia (bandiera)                                      | PG    | David Cournooh      | 1990 | 187 cm | 83 kg  |  |
| 7  | Italia (bandiera)                                      | G     | Biram Baparapè      | 1997 | 192 cm | 75 kg  |  |
| 8  | Italia (bandiera)                                      | PG    | Salvatore Parrillo  | 1992 | 190 cm | 85 kg  |  |
| 9  | Italia (bandiera)                                      | PG    | Marco Laganà        | 1993 | 197 cm | 84 kg  |  |
| 10 | Croazia (bandiera)                                     | G     | Fran Pilepić        | 1989 | 193 cm | 86 kg  |  |
| 11 | Stati Uniti (bandiera)                                 | P     | Dominic Waters      | 1986 | 185 cm | 82 kg  |  |
| 12 | Stati Uniti (bandiera) · Grecia (bandiera)             | AG    | Pat Calathes        | 1985 | 208 cm | 104 kg |  |
| 13 | Stati Uniti (bandiera) · Italia (bandiera)             | AG    | Craig Callahan (C)  | 1981 | 204 cm | 105 kg |  |
| 19 | Lituania (bandiera)                                    | P     | Vaidas Kariniauskas | 1993 | 197 cm | 92 kg  |  |
| 21 | Stati Uniti (bandiera)                                 | AP    | Tremmell Darden     | 1981 | 196 cm | 91 kg  |  |
| 22 | Stati Uniti (bandiera)                                 | P     | Zabian Dowdell      | 1984 | 192 cm | 90 kg  |  |
| 23 | Italia (bandiera)                                      | C     | Francesco Quaglia   | 1988 | 207 cm | 101 kg |  |
| 24 | Stati Uniti (bandiera) · Macedonia del Nord (bandiera) | AG    | Romeo Travis        | 1984 | 201 cm | 110 kg |  |
| 25 | Stati Uniti (bandiera)                                 | AC    | JaJuan Johnson      | 1989 | 208 cm | 98 kg  |  |
| 31 | Stati Uniti (bandiera) · Nigeria (bandiera)            | C     | Gani Lawal          | 1988 | 206 cm | 106 kg |  |
| 55 | Slovenia (bandiera)                                    | AC    | Uroš Slokar         | 1983 | 210 cm | 115 kg |  |
| -  | Italia (bandiera)                                      | P     | Riccardo Ballabio   | 1998 |        |        |  |
| -  | Italia (bandiera)                                      |       | Riccardo Chinellato | 2000 |        |        |  |
| -  | Italia (bandiera)                                      |       | Edoardo Maresca     | 1998 |        |        |  |
| -  | Italia (bandiera)                                      |       | Pietro Nasini       | 2000 |        |        |  |

| Allenatore |
| - Rimas Kurtinaitis (fino al 30 novembre) - Kyryll Bol'šakov (dal 30 novembre al 2 marzo) - Carlo Recalcati (dal 2 marzo) |
| Assistente/i |
| - Kyryll Bol'šakov (fino al 30 novembre) - Marco Sodini Legenda - (C) Capitano - (IN) Inattivo - Infortunato Roster       |

## Mercato

### Sessione estiva
| Acquisti | Acquisti            | Acquisti             | Acquisti          | Acquisti   |
| R.       | Nome                | da                   | Data              | Modalità   |
| -------- | ------------------- | -------------------- | ----------------- | ---------- |
| C        | Gani Lawal          | Shabab Al-Ahli       | 6 luglio 2016     | definitivo |
| ALL      | Rimas Kurtinaitis   | Chimki               | 2 agosto 2016     | definitivo |
| P        | Salvatore Parrillo  | Pall. Reggiana       | 14 agosto 2016    | definitivo |
| AG       | Craig Callahan      | Virtus Roma          | 15 agosto 2016    | definitivo |
| A        | Romeo Travis        | Le Mans              | 18 agosto 2016    | definitivo |
| P        | Vaidas Kariniauskas | Kymi                 | 18 agosto 2016    | definitivo |
| ALL      | Marco Sodini        | Free agent           | 24 agosto 2016    | definitivo |
| C        | Francesco Quaglia   | Fortitudo Bologna    | 25 agosto 2016    | definitivo |
| P        | Zabian Dowdell      | Zenit S. Pietroburgo | 28 agosto 2016    | definitivo |
| G        | Fran Pilepić        | Cedevita Junior      | 28 agosto 2016    | definitivo |
| ALL      | Kyryll Bol'šakov    | Krasnyj Oktjabr'     | 28 agosto 2016    | definitivo |
| AP       | Tremmell Darden     | Beşiktaş             | 14 settembre 2016 | definitivo |

| Cessioni | Cessioni            | Cessioni            | Cessioni          | Cessioni                 |
| R.       | Nome                | a                   | Data              | Modalità                 |
| -------- | ------------------- | ------------------- | ----------------- | ------------------------ |
| P        | Walter Hodge        | Cap. de Arecibo     | 6 maggio 2016     | fine contratto           |
| C        | Kyrylo Fesenko      | Monaco              | 6 maggio 2016     | fine contratto           |
| ALL      | Nicola Brienza      | Lugano Tigers       | 17 giugno 2016    | fine contratto           |
| AP       | Awudu Abass         | Olimpia Milano      | 29 giugno 2016    | fine contratto           |
| AC       | Jakub Wojciechowski | Vanoli Cremona      | 30 giugno 2016    | fine contratto           |
| P        | Ruben Zugno         | Fortitudo Agrigento | 30 giugno 2016    | fine contratto           |
| ALL      | Sergej Bazarevič    | Trabzonspor         | 6 luglio 2016     | fine contratto           |
| C        | Amedeo Tessitori    | Pall. Biella        | 7 luglio 2016     | risoluzione contrattuale |
| C        | Curtis Nwohuocha    | Blu Treviglio       | 12 agosto 2016    | prestito                 |
| G        | Luca Cesana         | Blu Treviglio       | 12 agosto 2016    | prestito                 |
| ALL      | Giorgio Gerosa      | Dinamo Sassari      | 14 agosto 2016    | fine contratto           |
| P        | Roko Ukić           | AEK Atene           | 1 settembre 2016  | fine contratto           |
| G        | Brady Heslip        | Toronto Raptors     | 20 settembre 2016 | fine contratto           |
| AP       | Domen Lorbek        | Real Betis          | 23 settembre 2016 | fine contratto           |
| AC       | Michał Ignerski     | Free agent          |                   | fine contratto           |

### Dopo l'inizio della stagione
| Acquisti | Acquisti        | Acquisti       | Acquisti         | Acquisti   |
| R.       | Nome            | da             | Data             | Modalità   |
| -------- | --------------- | -------------- | ---------------- | ---------- |
| P        | Dominic Waters  | Free agent     | 6 ottobre 2016   | definitivo |
| G        | Alex Acker      | Free agent     | 27 ottobre 2016  | definitivo |
| AC       | Uroš Slokar     | Free agent     | 29 dicembre 2016 | definitivo |
| AC       | Pat Calathes    | Panathīnaïkos  | 4 gennaio 2017   | definitivo |
| PG       | David Cournooh  | Pistoia Basket | 13 gennaio 2017  | definitivo |
| ALL      | Carlo Recalcati | Free agent     | 2 marzo 2017     | definitivo |

| Cessioni | Cessioni            | Cessioni          | Cessioni         | Cessioni                |
| R.       | Nome                | a                 | Data             | Modalità                |
| -------- | ------------------- | ----------------- | ---------------- | ----------------------- |
| A        | Romeo Travis        | Strasburgo        | 8 novembre 2016  | risoluzione consensuale |
| C        | Gani Lawal          | Dinamo Sassari    | 29 novembre 2016 | risoluzione consensuale |
| ALL      | Rimas Kurtinaitis   | Free agent        | 30 novembre 2016 | risoluzione consensuale |
| P        | Dominic Waters      | Olympiakos        | 27 dicembre 2016 | definitivo (50.000 $)   |
| PG       | Marco Laganà        | Viola R. Calabria | 18 gennaio 2017  | rescissione consensuale |
| P        | Vaidas Kariniauskas | U Cluj            | 1 febbraio 2017  | rescissione consensuale |

## Risultati

### Serie A

#### Regular season

##### Girone di andata
| Arbitri: | Paternicò (Piazza Armerina) Bartoli (Trieste) Borgioni (Roma) |

|                                        |            |                                      |
| G. Lawal 28 T. Darden 21 F. Pilepić 17 | Punti      | 26 S. Tonut 15 B. Ortner 14 T. McGee |
| Z. Dowdell 9                           | Assist     | 7 M. Haynes                          |
| G. Lawal 9                             | Rimbalzi   | 7 B. Ortner, T. McGee                |
| Rimas Kurtinaitis                      | Allenatori | Walter De Raffaele                   |

| Arbitri: | Sahin (Messina) Bettini (Bologna) Di Francesco (Teramo) |

|                                     |            |                                        |
| L. Moore 22 M. Landry 17 D. Moss 11 | Punti      | 19 J. Johnson 10 G. Lawal 7 F. Pilepić |
| L. Vitali 8                         | Assist     | 6 R. Travis                            |
| M. Landry, D. Moss 7                | Rimbalzi   | 12 J. Johnson                          |
| Andrea Diana                        | Allenatori | Rimas Kurtinaitis                      |

| Arbitri: | Sabetta (Termoli) Biggi (Sarmato) Paglialunga (Taranto) |

|                                                               |            |                                         |
| F. Pilepić 17 T. Darden, D. Waters 14 J. Johnson, G. Lawal 11 | Punti      | 21 J. Jones 13 M. Thornton 10 R. Harrow |
| V. Kariniauskas 8                                             | Assist     | 4 M. Thornton                           |
| T. Darden 9                                                   | Rimbalzi   | 9 J. Jones                              |
| Rimas Kurtinaitis                                             | Allenatori | Piero Bucchi                            |

| Arbitri: | Lanzarini (Bologna) Sardella (Rimini) Calbucci (Pomezia) |

|                                        |            |                                                                |
| F. Pilepić 20 T. Darden 17 G. Lawal 16 | Punti      | 17 G. Olaseni 13 R. Stipčević, D. Savanović 11 D. Johnson-Odom |
| D. Waters 7                            | Assist     | 7 D. Johnson-Odom                                              |
| J. Johnson, R. Travis 8                | Rimbalzi   | 8 G. Olaseni                                                   |
| Rimas Kurtinaitis                      | Allenatori | Federico Pasquini                                              |

| Arbitri: | Weidmann (Roma) Vicino (Bologna) Quarta (Torino) |

|                                                                   |            |                                                           |
| V. Stojanović 18 D. Archie 16 M. Delaš, D. Diener, A. Iannuzzi 14 | Punti      | 18 T. Darden 8 A. Acker, D. Waters 5 G. Lawal, F. Pilepić |
| B. Fitipaldo 14                                                   | Assist     | 4 D. Waters                                               |
| M. Delaš, A. Iannuzzi, V. Stojanović 7                            | Rimbalzi   | 6 T. Darden                                               |
| Gennaro Di Carlo                                                  | Allenatori | Rimas Kurtinaitis                                         |

| Arbitri: | Begnis (Crema) Baldini (Firenze) Ranaudo (Roma) |

|                                                |            |                                                    |
| A. Polonara 21 A. Della Valle 16 P. Aradori 15 | Punti      | 15 F. Pilepić, D. Waters 14 G. Lawal 13 J. Johnson |
| A. De Nicolao 7                                | Assist     | 4 V. Kariniauskas, D. Waters                       |
| D. James 11                                    | Rimbalzi   | 10 J. Johnson                                      |
| Massimiliano Menetti                           | Allenatori | Rimas Kurtinaitis                                  |

| Arbitri: | Biggi (Sarmato) Attard (Siracusa) Morelli (Brindisi) |

|                                 |            |                               |
| Pilepić 23 Waters 18 Johnson 14 | Punti      | 22 Watt 18 Sosa 15 Cinciarini |
| Waters 12                       | Assist     | 14 Sosa                       |
| Johnson, Lawal 10               | Rimbalzi   | 6 Watt                        |
| Rimas Kurtinaitis               | Allenatori | Sandro Dell'Agnello           |

| Arbitri: | Sahin (Messina) Vicino (Bologna) Belfiore (Napoli) |

|                                                |            |                                                    |
| N. Moore 24 A. M'Baye, P. Goss 20 K. Joseph 10 | Punti      | 32 J. Johnson 13 T. Darden, F. Pilepić 9 D. Waters |
| N. Moore 6                                     | Assist     | 6 D. Waters                                        |
| R. Carter, A. M'Baye 9                         | Rimbalzi   | 12 J. Johnson                                      |
| Romeo Sacchetti                                | Allenatori | Rimas Kurtinaitis                                  |

| Arbitri: | Sabetta (Termoli) Rossi (Sansepolcro) Caiazza (Arzano) |

|                                         |            |                                       |
| Waters 20 Darden 18 Johnson, Pilepić 12 | Punti      | 22 White, Wright 12 Washington Harvey |
| Waters 9                                | Assist     | 5 White                               |
| Callahan 8                              | Rimbalzi   | 11 Washington                         |
| Rimas Kurtinaitis                       | Allenatori | Francesco Vitucci                     |

| Arbitri: | Begnis (Crema) Di Francesco (Teramo) Borgioni (Roma) |

|                                   |            |                                |
| Maynor 32 Avramović 16 Anosike 11 | Punti      | 25 Waters 24 Johnson 19 Darden |
| Anosike, Avramović, Kangur 2      | Assist     | 11 Waters                      |
| Anosike 10                        | Rimbalzi   | 17 Darden                      |
| Paolo Moretti                     | Allenatori | Kyryll Bol'šakov               |

| Arbitri: | Filippini (Pisa) Aronne (Viterbo) Grigioni (Roma) |

|                               |            |                                                    |
| Johnson 35 Waters 14 Darden 9 | Punti      | 22 Ragland 14 Fesenko, Randolph 7 Leunen, Obasohan |
| Waters 8                      | Assist     | 3 Green                                            |
| Johnson 14                    | Rimbalzi   | 8 Fesenko                                          |
| Kyryll Bol'šakov              | Allenatori | Stefano Sacripanti                                 |

| Arbitri: | Lanzarini (Bologna) Attard (Siracusa) Ranaudo (Roma) |

|                                         |            |                                          |
| N. Boothe 25 T. Petteway 19 R. Moore 15 | Punti      | 32 J. Johnson 14 Z. Dowdell 13 T. Darden |
| R. Moore 6                              | Assist     | 10 Z. Dowdell                            |
| N. Boothe 12                            | Rimbalzi   | 8 T. Darden, F. Pilepić                  |
| Vincenzo Esposito                       | Allenatori | Kyryll Bol'šakov                         |

| Arbitri: | Sabetta (Termoli) Caiazza (Arzano) Morelli (Brindisi) |

|                                            |            |                                                 |
| J. Johnson 20 C. Callahan 17 Z. Dowdell 13 | Punti      | 13 T. Holloway 12 P. Harris 11 J. Wojciechowski |
| Z. Dowdell 7                               | Assist     | 6 T. Holloway                                   |
| J. Johnson 8                               | Rimbalzi   | 13 P. Harris                                    |
| Kyryll Bol'šakov                           | Allenatori | Paolo Lepore                                    |

| Arbitri: | Seghetti (Livorno) Di Francesco (Teramo) Grigioni (Roma) |

|                                                |            |                                  |
| Flaccadori 14 Hogue 13 Craft, Forray, Lighty 9 | Punti      | Johnson 20 Pilepić 19 Dowdell 13 |
| Craft, Lighty 3                                | Assist     | 7 Dowdell                        |
| Gomes 9                                        | Rimbalzi   | 10 Johnson                       |
| Maurizio Buscaglia                             | Allenatori | Kyryll Bol'šakov                 |

| Arbitri: | Begnis (Crema) Vicino (Bologna) Quarta (Torino) |

|                                           |            |                                       |
| J. Johnson 20 P. Calathes 19 T. Darden 17 | Punti      | 26 K. Simon 14 Z. Dragić 12 M. Mačvan |
| Z. Dowdell 7                              | Assist     | 4 K. Simon                            |
| P. Calathes 8                             | Rimbalzi   | 9 K. Simon                            |
| Kyryll Bol'šakov                          | Allenatori | Jasmin Repeša                         |

##### Girone di ritorno
| Arbitri: | Filippini (Pisa) Sardella (Rimini) Belfiore (Napoli) |

|                                     |            |                                            |
| H. Perić 27 M. Haynes 18 M. Ejim 15 | Punti      | 18 J. Johnson 14 Z. Dowdell 13 P. Calathes |
| A. Filloy 7                         | Assist     | 7 Z. Dowdell                               |
| H. Perić 7                          | Rimbalzi   | 9 Z. Dowdell                               |
| Walter De Raffaele                  | Allenatori | Kyryll Bol'šakov                           |

| Arbitri: | Martolini (Roma) Aronne (Viterbo) Boninsegna (Milano) |

|                                                                               |            |                                        |
| J. Johnson, D. Cournooh 14 P. Calathes, F. Pilepić 13 A. Acker, Z. Dowdell 12 | Punti      | 19 M. Landry 15 L. Moore 8 J. Berggren |
| D. Cournooh 7                                                                 | Assist     | 4 L. Vitali                            |
| J. Johnson 11                                                                 | Rimbalzi   | 7 L. Moore                             |
| Kyryll Bol'šakov                                                              | Allenatori | Andrea Diana                           |

| Arbitri: | Mazzoni (Grosseto) Baldini (Firenze) Rossi (Sansepolcro) |

|                                                   |            |                                                     |
| B. Fields, J. Jones 19 M. Thornton 17 L. Nnoko 12 | Punti      | 22 J. Johnson 11 A. Acker, T. Darden 10 P. Calathes |
| B. Fields, S. Jasaitis 3                          | Assist     | 4 F. Pilepić                                        |
| L. Nnoko 10                                       | Rimbalzi   | 11 P. Calathes                                      |
| Piero Bucchi                                      | Allenatori | Kyryll Bol'šakov                                    |

| Arbitri: | Sahin (Messina) Bartoli (Trieste) Boninsegna (Milano) |

|                                                      |            |                                            |
| D. Bell, R. Stipčević 17 D. Savanović 16 T. Lacey 10 | Punti      | 21 J. Johnson 18 Z. Dowdell 10 D. Cournooh |
| T. Lacey 6                                           | Assist     | 4 T. Darden                                |
| G. Lawal, T. Lydeka, R. Stipčević 6                  | Rimbalzi   | 6 Pat Calathes, T. Darden, J. Johnson      |
| Federico Pasquini                                    | Allenatori | Kyryll Bol'šakov                           |

| Arbitri: | Lanzarini (Bologna) Vicino (Bologna) Caiazza (Arzano) |

|                                           |            |                                              |
| F. Pilepić 17 Z. Dowdell 15 J. Johnson 14 | Punti      | 20 D. Archie 16 V. Stojanović 12 A. Iannuzzi |
| Z. Dowdell 10                             | Assist     | 4 D. Archie, N. Ivanović                     |
| J. Johnson 7                              | Rimbalzi   | 6 D. Diener                                  |
| Kyryll Bol'šakov                          | Allenatori | Gennaro Di Carlo                             |

| Arbitri: | Begnis (Crema) Weidmann (Roma) Grigioni (Roma) |

|                                          |            |                                               |
| J. Johnson 28 D. Cournooh 22 A. Acker 11 | Punti      | 21 A. Della Valle 20 A. Polonara 9 P. Aradori |
| Z. Dowdell 8                             | Assist     | 4 A. De Nicolao                               |
| J. Johnson 7                             | Rimbalzi   | 10 A. Polonara                                |
| Carlo Recalcati                          | Allenatori | Massimiliano Menetti                          |

| Arbitri: | Seghetti (Livorno) Attard (Siracusa) Morelli (Brindisi) |

|                               |            |                                   |
| Diawara 24 Sosa 20 Berisha 15 | Punti      | 35 Johnson 16 Cournooh 11 Pilepić |
| Giuri 7                       | Assist     | 2 Calathes, Dowdell, Parrillo     |
| Diawara 7                     | Rimbalzi   | 7 Cournooh, Pilepić               |
| Sandro Dell'Agnello           | Allenatori | Carlo Recalcati                   |

| Arbitri: | Filippini (Pisa) Quarta (Torino) Grigioni (Roma) |

|                                         |            |                                     |
| J. Johnson 20 Z. Dowdell 17 A. Acker 13 | Punti      | 17 A. M'Baye 16 P. Goss 13 D. Scott |
| Z. Dowdell 7                            | Assist     | 6 N. Moore                          |
| J. Johnson 7                            | Rimbalzi   | 9 R. Carter                         |
| Carlo Recalcati                         | Allenatori | Romeo Sacchetti                     |

| Arbitri: | Sahin (Messina) Paglialunga (Taranto) Borgioni (Roma) |

|                                         |            |                                       |
| Harvey 18 Poeta 16 Alibegović, White 13 | Punti      | 14 Darden, Pilepić 10 Acker 9 Dowdell |
| Poeta 11                                | Assist     | 4 Cournooh                            |
| Wilson 10                               | Rimbalzi   | 8 Acker                               |
| Francesco Vitucci                       | Allenatori | Carlo Recalcati                       |

| Arbitri: | Sabetta (Termoli) Lo Guzzo (Catanzaro) Bartoli (Trieste) |

|                                                    |            |                                                |
| Johnson 19 Dowdell 15 Calathes, Cournooh, Darden 7 | Punti      | 25 Eyenga 24 Maynor 10 Anosike, Johnson, Pelle |
| Cournooh 5                                         | Assist     | 7 Maynor                                       |
| Darden, Johnson 4                                  | Rimbalzi   | 13 Anosike                                     |
| Carlo Recalcati                                    | Allenatori | Attilio Caja                                   |

| Arbitri: | Sahin (Messina) Bettini (Bologna) Morelli (Brindisi) |

|                               |            |                                   |
| Ragland 33 Logan 22 Thomas 13 | Punti      | 24 Dowdell 17 Johnson 11 Cournooh |
| Leunen 8                      | Assist     | 4 Cournooh                        |
| Thomas 6                      | Rimbalzi   | 5 Acker, Cournooh                 |
| Stefano Sacripanti            | Allenatori | Carlo Recalcati                   |

| Arbitri: | Mattioli (Pesaro) Biggi (Sarmato) Calbucci (Pomezia) |

|                                                                 |            |                                                                  |
| J.Johnson 27 Z. Dowdell 25 D. Cournooh, F. Pilepić, U. Slokar 5 | Punti      | 14 M. Jenkins 13 N. Boothe, A. Crosariol, R. Moore 9 T. Petteway |
| Z. Dowdell, S. Parrillo 3                                       | Assist     | 4 A. Crosariol, R. Moore                                         |
| J.Johnson 10                                                    | Rimbalzi   | 5 R. Moore                                                       |
| Carlo Recalcati                                                 | Allenatori | Vincenzo Esposito                                                |

| Arbitri: | Filippini (Pisa) Rossi (Sansepolcro) Morelli (Brindisi) |

|                                                     |            |                                          |
| J. Wojciechowski 18 D. Johnson-Odom 16 E. Turner 15 | Punti      | 24 J. Johnson 13 T. Darden 11 Z. Dowdell |
| M. Carlino 4                                        | Assist     | 6 Z. Dowdell                             |
| T. Thomas 5                                         | Rimbalzi   | 7 J. Johnson                             |
| Paolo Lepore                                        | Allenatori | Carlo Recalcati                          |

| Arbitri: | Sardella (Rimini) Aronne (Viterbo) Boninsegna (Milano) |

|                                  |            |                                      |
| Dowdell 19 Pilepić 15 Johnson 14 | Punti      | 16 Gomes, Hogue 15 Sutton 14 Shields |
| Dowdell 5                        | Assist     | 6 Forray                             |
| Calathes 7                       | Rimbalzi   | 9 Hogue                              |
| Carlo Recalcati                  | Allenatori | Maurizio Buscaglia                   |

| Arbitri: | Mattioli (Pesaro) Paglialunga (Taranto) Belfiore (Napoli) |

|                                                                  |            |                                                       |
| R. Hickman, D. Pascolo, K. Simon 13 M. Mačvan 10 A. Cinciarini 9 | Punti      | 14 P. Calathes 12 D. Cournooh, J. Johnson 11 A. Acker |
| M. Kalnietis 7                                                   | Assist     | 4 D. Cournooh, J. Johnson                             |
| J. McLean 9                                                      | Rimbalzi   | 7 P. Calathes                                         |
| Jasmin Repeša                                                    | Allenatori | Carlo Recalcati                                       |

## Statistiche

### Statistiche di squadra
Aggiornate al 3 maggio 2017.
| Competizione | Punti | In casa | In casa | In casa | In casa | In casa | In trasferta | In trasferta | In trasferta | In trasferta | In trasferta | Totale | Totale | Totale | Totale | Totale | Totale |
| Competizione | Punti | G       | V       | P       | Ptf     | Pts     | G            | V            | P            | Ptf          | Pts          | G      | V      | P      | Ptf    | Pts    | Diff.  |
| ------------ | ----- | ------- | ------- | ------- | ------- | ------- | ------------ | ------------ | ------------ | ------------ | ------------ | ------ | ------ | ------ | ------ | ------ | ------ |
| Serie A      | 22    | 15      | 8       | 7       | 1.201   | 1.189   | 15           | 3            | 12           | 1.134        | 1.287        | 30     | 11     | 19     | 2.335  | 2.476  | -141   |
| Totale       | 22    | 15      | 8       | 7       | 1.201   | 1.189   | 15           | 3            | 12           | 1.134        | 1.287        | 30     | 11     | 19     | 2.335  | 2.476  | -141   |

### Statistiche dei giocatori

#### In campionato
Aggiornate al 3 maggio 2017.
| Nome                | G  | Pun | Min | Falli | Falli | Tiri da 2 | Tiri da 2 | Tiri da 2 | Tiri da 3 | Tiri da 3 | Tiri da 3 | Tiri Liberi | Tiri Liberi | Tiri Liberi | Rimbalzi | Rimbalzi | Rimbalzi | Stop | Stop | Palle | Palle | Ass | Val | OER   | +/-  |
| Nome                | G  | Pun | Min | C     | S     | R         | T         | %         | R         | T         | %         | R           | T           | %           | O        | D        | T        | D    | S    | P     | R     | Ass | Val | OER   | +/-  |
| ------------------- | -- | --- | --- | ----- | ----- | --------- | --------- | --------- | --------- | --------- | --------- | ----------- | ----------- | ----------- | -------- | -------- | -------- | ---- | ---- | ----- | ----- | --- | --- | ----- | ---- |
| JaJuan Johnson      | 29 | 557 | 953 | 75    | 112   | 181       | 328       | 55.2      | 32        | 73        | 43.8      | 99          | 124         | 79.8        | 76       | 137      | 213      | 41   | 13   | 68    | 36    | 34  | 624 | 1.021 | -106 |
| Fran Pilepić        | 29 | 298 | 790 | 68    | 56    | 50        | 110       | 45.5      | 52        | 123       | 42.3      | 42          | 47          | 89.4        | 8        | 63       | 71       | 1    | 5    | 33    | 20    | 47  | 251 | 1.051 | -84  |
| Tremmell Darden     | 26 | 278 | 822 | 59    | 55    | 82        | 165       | 49.7      | 26        | 71        | 36.6      | 36          | 51          | 70.6        | 37       | 96       | 133      | 14   | 8    | 57    | 35    | 48  | 296 | 0.855 | -68  |
| Zabian Dowdell      | 19 | 254 | 563 | 33    | 77    | 82        | 162       | 50.6      | 12        | 45        | 26.7      | 54          | 63          | 85.7        | 11       | 39       | 50       | 2    | 8    | 45    | 22    | 105 | 302 | 0.881 | 34   |
| David Cournooh      | 14 | 133 | 395 | 31    | 42    | 26        | 42        | 61.9      | 19        | 54        | 35.2      | 24          | 30          | 80.0        | 6        | 35       | 41       | 2    | 1    | 19    | 9     | 41  | 160 | 1.000 | -72  |
| Dominic Waters      | 9  | 131 | 302 | 30    | 28    | 39        | 86        | 45.3      | 12        | 30        | 40.0      | 17          | 19          | 89.5        | 5        | 18       | 23       | 0    | 5    | 33    | 10    | 68  | 125 | 0.817 | -19  |
| Alex Acker          | 22 | 125 | 407 | 20    | 27    | 30        | 78        | 38.5      | 17        | 50        | 34.0      | 14          | 16          | 87.5        | 14       | 47       | 61       | 1    | 6    | 25    | 17    | 32  | 129 | 0.698 | -54  |
| Craig Callahan      | 26 | 114 | 364 | 66    | 25    | 16        | 34        | 47.1      | 22        | 64        | 34.4      | 16          | 28          | 57.1        | 27       | 35       | 62       | 1    | 3    | 16    | 8     | 21  | 74  | 0.870 | -4   |
| Pat Calathes        | 15 | 108 | 313 | 30    | 20    | 30        | 66        | 45.5      | 14        | 41        | 34.1      | 6           | 13          | 46.2        | 21       | 52       | 73       | 5    | 7    | 25    | 9     | 11  | 94  | 0.702 | -42  |
| Gani Lawal          | 9  | 107 | 165 | 21    | 38    | 43        | 71        | 60.6      | 0         | 2         | 0.0       | 21          | 44          | 47.7        | 21       | 22       | 43       | 12   | 3    | 23    | 6     | 6   | 112 | 0.885 | -44  |
| Salvatore Parrillo  | 28 | 54  | 275 | 59    | 10    | 6         | 14        | 42.9      | 12        | 36        | 33.3      | 6           | 8           | 75.0        | 8        | 21       | 29       | 0    | 0    | 10    | 9     | 18  | 17  | 0.685 | -13  |
| Romeo Travis        | 6  | 36  | 118 | 12    | 4     | 14        | 22        | 63.6      | 2         | 6         | 33.3      | 2           | 5           | 40.0        | 9        | 14       | 23       | 1    | 1    | 5     | 3     | 14  | 48  | 1.128 | -12  |
| Francesco Quaglia   | 15 | 30  | 84  | 13    | 7     | 10        | 16        | 62.5      | 2         | 9         | 22.2      | 4           | 7           | 57.1        | 5        | 14       | 19       | 0    | 1    | 1     | 0     | 2   | 27  | 0.561 | -14  |
| Vaidas Kariniauskas | 14 | 24  | 215 | 29    | 17    | 8         | 15        | 53.3      | 1         | 13        | 7.7       | 5           | 11          | 45.5        | 6        | 15       | 21       | 1    | 1    | 12    | 4     | 37  | 37  | 0.371 | -21  |
| Uroš Slokar         | 3  | 11  | 34  | 4     | 2     | 4         | 6         | 66.7      | 0         | 2         | 0.0       | 3           | 4           | 75.0        | 6        | 5        | 11       | 0    | 0    | 5     | 2     | 0   | 12  | 0.722 | 5    |
| Marco Laganà        | 4  | 2   | 16  | 1     | 3     | 0         | 3         | 0.0       | 0         | 2         | 0.0       | 2           | 2           | 100.0       | 0        | 3        | 3        | 0    | 0    | 0     | 1     | 1   | 4   | 0.250 | -6   |
| Riccardo Ballabio   | 2  | 2   | 2   | 0     | 0     | 1         | 1         | 100.0     | 0         | 0         | 0.0       | 0           | 0           | 0.0         | 0        | 1        | 0        | 0    | 0    | 0     | 0     | 0   | 3   | 1.000 | 1    |
| Biram Baparapè      | 4  | 0   | 7   | 0     | 0     | 0         | 0         | 0.0       | 0         | 2         | 0.0       | 0           | 0           | 0.0         | 0        | 0        | 0        | 0    | 0    | 0     | 0     | 0   | -2  | 0.000 | 4    |
| Riccardo Chinellato | 0  | 0   | 0   | 0     | 0     | 0         | 0         | 0.0       | 0         | 0         | 0.0       | 0           | 0           | 0.0         | 0        | 0        | 0        | 0    | 0    | 0     | 0     | 0   | 0   | 0.000 | 0    |
| Edoardo Maresca     | 0  | 0   | 0   | 0     | 0     | 0         | 0         | 0.0       | 0         | 0         | 0.0       | 0           | 0           | 0.0         | 0        | 0        | 0        | 0    | 0    | 0     | 0     | 0   | 0   | 0.000 | 0    |
| Pietro Nasini       | 0  | 0   | 0   | 0     | 0     | 0         | 0         | 0.0       | 0         | 0         | 0.0       | 0           | 0           | 0.0         | 0        | 0        | 0        | 0    | 0    | 0     | 0     | 0   | 0   | 0.000 | 0    |